# Frank Landy
Frank Landy, ameriški psiholog, * 30. december 1942, Filadelfija, † 12. januar 2010.
Deloval je na področju industrijsko-organizacijske psihologije oziroma psihologije dela. Ukvarjal se je z različnimi problemi povezanimi z izbiro uslužbencev, svetovanjem, usklajevanjem dela posameznikov in zagotavljanjem pravičnih zaposlitvenih praks.

## Življenje
Frank Landy je bil rojen v ameriški zvezni državi Pensilvaniji, v Filadelfiji. Najprej je študiral strojništvo, vendar študija ni dokončal. Študij psihologije pa je začel na univerzi Villanova v Pensilvaniji, kjer je leta 1964 diplomiral. Magistriral in doktoriral je na državni univerzi Bowling Green. Pozneje se je zaposlil na državni univerzi Pensilvanije (Univerza Penn State), kjer je v 26 letih dela pomagal ustanoviti enega najboljših oddelkov za industrijsko-organizacijsko psihologijo v državi.V tem času in pozneje je objavil številne članke v različnih revijah. Prav tako je napisal pomembne knjige (predvsem o diskriminaciji delavcev) in učbenike s področja organizacijske psihologije.
Bil je tudi aktivni raziskovalec in pri tem sodeloval z različnimi univerzami kot so Univerza Kalifornije, Berkeley, Univerza Stanford, Državna univerza Kolorada in drugimi. Med drugim je bil tudi član petih APA oddelkov in predsednik SIOP (Society for Industrial and Organisational Psychology) od leta 1990 do 1991. Prejel je različna priznanja kot so Cattellova nagrada iz leta 1980, za odličnost pri raziskovalnem načrtu (z Jimom Farrom in Rickom Jacobsom), M. Scott Myres nagrado leta 1998, za aplikativno raziskavo na delovnem mestu (z Jimom Farrom, Edwinom Fleishmannom in Robertom Vancom) in nagrado Distinguished Distributions leta 2004. Upokojil se je kot zaslužni profesor leta 1994.
Frank Landy je bil znan tudi kot zavzet tekač. Sodeloval je na več kot 60 maratonih in se pogosto udeleževal tekov na SIOP konferencah. Igral in zbiral je kitare, prav tako pa je tudi igral in pel na javnih dogodkih.
Umrl je 12. januarja 2010, pri starosti 67 let.

## Delo
V času dela na univerzi v Pensilvaniji je ustanovil podjetje Landy, Jacobs and Associates, ki je delovalo na področju izbirnega testiranja. Pozneje, leta 1998, je bilo podjetje prodano mednarodnemu podjetju SHL. Landy je v tem podjetju delal do leta 2005, ko je ustanovil novo svetovalno podjetje Landy Litigation Support Group. Na različnih univerzah po svetu je predaval o zaposlitvenih praksah. Močno mednarodno zaledje mu je zagotovilo odlično podlago za svetovanje multinacionalnim korporacijam.
Svetovalno kariero je začel leta 1965 in pomagal številnim organizacijam pri uporabi psiholoških raziskav za rešitev problemov pri upravljanju s človeškimi viri, odnosih z zaposlenimi in motiviranju zaposlenih.
Pomembno je bilo tudi njegovo delo kot strokovna priča; pričal je namreč v številnih državnih in zveznih zadevah v 25 letih prakse. Landy je v okviru pravnega delovanja poudarjal, da lahko dobra znanost zagotovi trdno podlago za dobro prakso v organizacijah in tako je služil kot ambasador za znanost psihologije v veliko primerih.

### Svetovanje
Frank Landy se je kot psiholog na področju psihologije dela veliko ukvarjal tudi s svetovanjem. Landy je bil mnenja, da je umetnost svetovanja v tem, da principi učinkovitega svetovanja delujejo pri vsaki osebi drugače, zato moramo biti previdni pri uporabi tehnik.
Podaja deset predlogov za dobro svetovanje:
| Pogosto imajo stranke prav. |
| Obstajajo stvari, za katere veš, da o njih ne veš veliko: pred stranko se ne smemo pretvarjati, da nekaj poznamo, ampak ji moramo ponuditi našo pomoč pri iskanju osebe, ki ve kaj več o določenem področju. |
| Bodi oseba, na katero se stranke rade obračajo: stranke pogosto ne iščejo odgovora, ampak samo objektivno mnenje.                                                                                            |
| Imej zgodbo: dobro je, da stranke vedo kaj o naših interesih, izkušnjah izven službe. |
| Bodi dostopen: potrebno je odgovarjati na elektronsko pošto in klice, najkasneje v dveh dneh. |
| Bodi pripravljen na vprašanje glede denarja in časa: na to vprašanje je potrebno takoj odgovoriti in stranki podati najboljšo oceno.                                                                         |
| Bodi samozavesten: včasih smo presenečeni, da nas je nekdo izbral za svetovalca, vendar tega ne smemo pokazati.                                                                                              |
| Do konkurence moramo imeti spoštljiv odnos. |
| Pokliči stranko v nenavadni situaciji: stranke se rade počutijo, kot da so nekaj posebnega in da svetovalec misli na njih tudi izven delovnega časa.                                                         |
| Ne moreš vedno dobiti tega, kar si želiš: potrebno je vedeti, da včasih postane delo monotono, saj se situacije (analize dela) ponavljajo, vendar je pomembno ohranjati entuziazem.                          |

## Publikacije
- The Psychology of Work Behavior (1976)
- The Psychology of Work Behavior – Revised Edition (1980)
- The Psychology of Work Behavior (1985)
- The Measurement of Work Performance (1983) (napisano v sodelovanju z Jamesom L. Farrom)
- Performance Measurement and Theory (1983) (napisano v sodelovanju s Sheldonom Zedeckom in Jeanette Cleveland)
- Psychology: The science of People (1984)
- Psychology of Work Behavior. Students Workbook (1985)
- Psychology of Work Behavior. Instructor's Manual (1985)
- Readings of Industrial and Organizational Psychology (1986)
- Work in 21st Century: An Introduction to Industrial and Organizational Psychology (2004) (napisano v sodelovanju z Jeffreyem J. Contejem)
- Employment Discrimination Litigation: Behavioral, Quantitative, and Legal Perspectives (2005)[5]